# Diehlmobile
Diehlmobile war eine US-amerikanische Automobilmarke, die nur 1961 von der H. L. Diehl Company in South Willington (Connecticut) gebaut wurde.
Es handelte sich dabei um einen kleinen, einfachen Runabout mit drei Sitzplätzen ohne Karosserie und Beleuchtung. Das dreirädrige Fahrzeug bestand aus einem ungefederten Stahlrahmen aus I-Stahl, an dem vorne ein Bugrad angebracht war, das mit einem Lenkstock gesteuert werden konnte. Über der Hinterachse war die Sitzbank für drei Personen angebracht, am linken Hinterrad ein Einzylindermotor mit 3 bhp (2,2 kW) Leistung. Die Deluxe-Version besaß ein Dach ähnlich dem einer Hollywoodschaukel. Der Verkaufspreis lag bei US$ 300,– für die Standardversion und US$ 380,– für die Deluxe-Version.
Mit wenigen Handgriffen konnte das Fahrzeug zerlegt und z. B. im Kofferraum eines Autos verstaut werden. Der Hersteller gab an, dass der Wiederaufbau fünf Minuten dauerte und die Höchstgeschwindigkeit bei 29 km/h lag.